# 尼古拉·尼沃斯約洛夫
尼古拉·尼沃斯約洛夫（1980年6月9日—），愛沙尼亞男子擊劍運動員。他在2010年世界擊劍錦標賽和2013年世界擊劍錦標賽上兩次獲得男子重劍項目的金牌。他也是愛沙尼亞隊贏得2001年男子重劍世界銀牌時的成員。